# High Hesleden
High Hesleden – wieś w Anglii, w hrabstwie Durham. Leży 19 km na wschód od miasta Durham i 367 km na północ od Londynu.